# Södra Lundby landskommun
Södra Lundby landskommun var en tidigare kommun i dåvarande Skaraborgs län.

## Administrativ historik
Kommunen inrättades i Södra Lundby socken i Laske härad i Västergötland när 1862 års kommunalförordningar trädde i kraft. Namnet var före 1 januari 1886 Lundby landskommun (bytet beslutat 17 april 1885).
Vid kommunreformen 1952 uppgick landskommunen i Vedums landskommun som 1967 uppgick i Vara köping som 1971 ombildades till Vara kommun.